# North Piddle
North Piddle – wieś i civil parish w Anglii, w Worcestershire, w dystrykcie Wychavon. W 2001 roku civil parish liczyła 110 mieszkańców. North Piddle jest wspomniana w Domesday Book (1086) jako Pidelet.